# متروی بخارست
متروی بخارست (رومانیایی: Metroul București) سیستم قطار شهری زیرزمینی در شهر بخارست، رومانی است.
این مترو که در تاریخ ۱۶ نوامبر ۱۹۷۹ تأسیس شده، دارای ۴ خط، ۵۱ ایستگاه و ۶۹٫۳ کیلومتر طول می‌باشد.

## نگارخانه

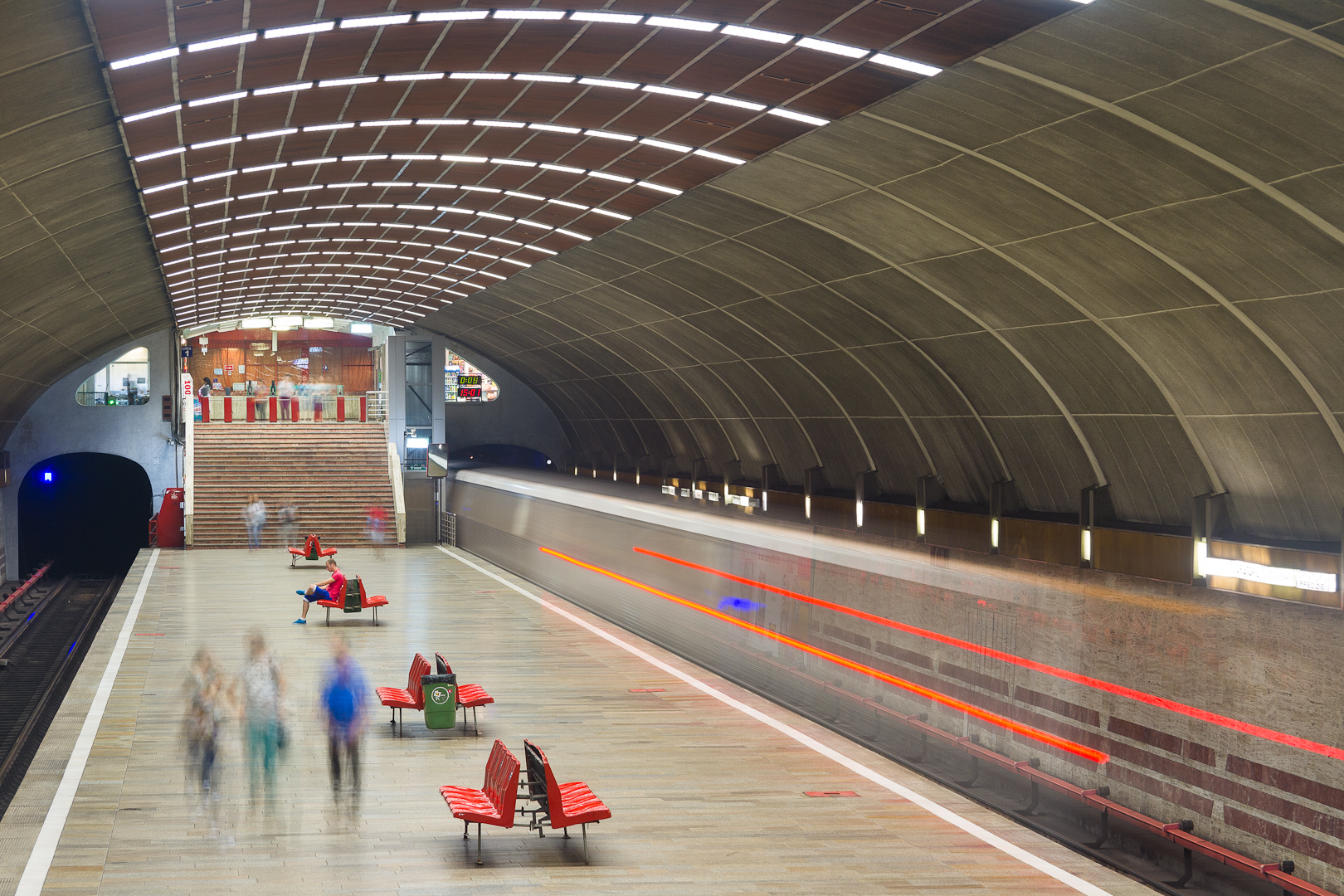
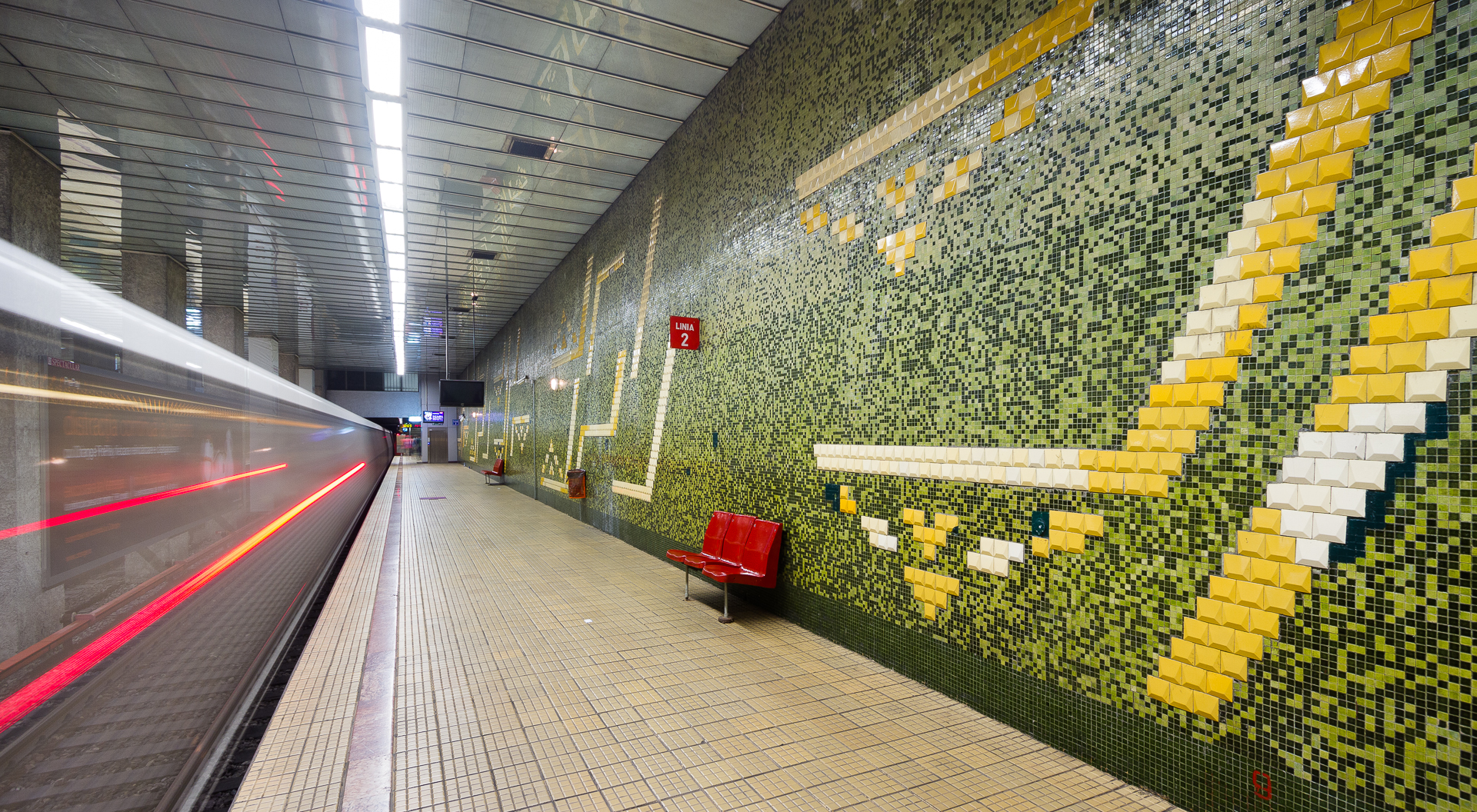
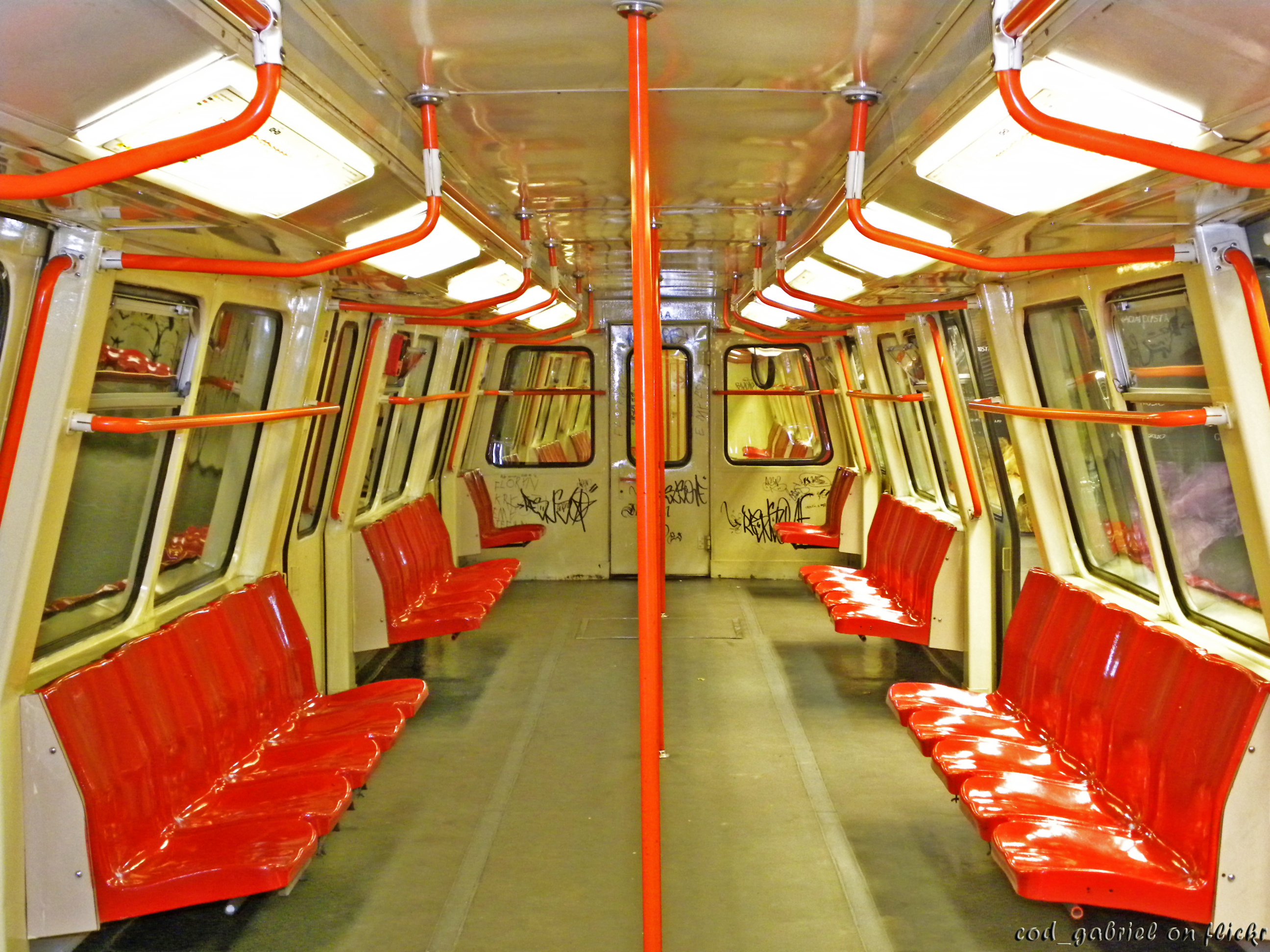
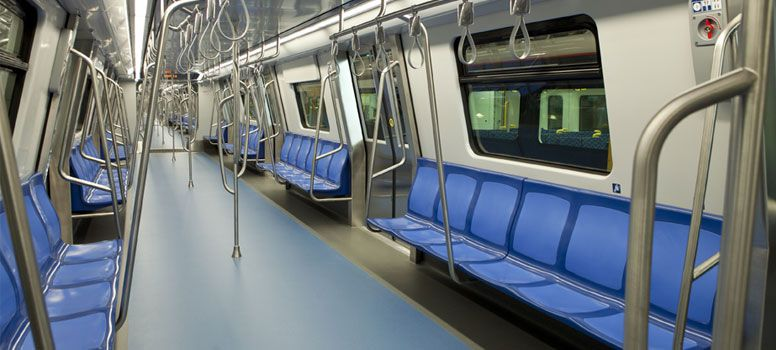
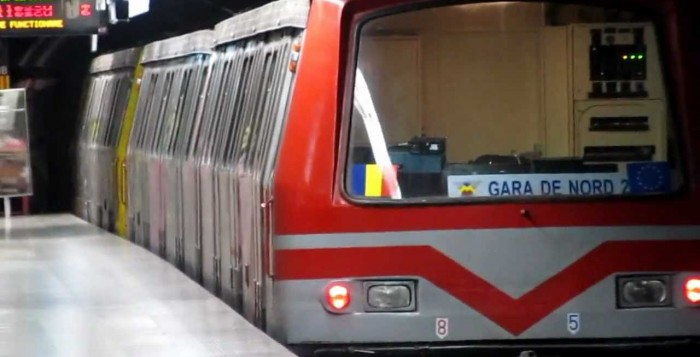
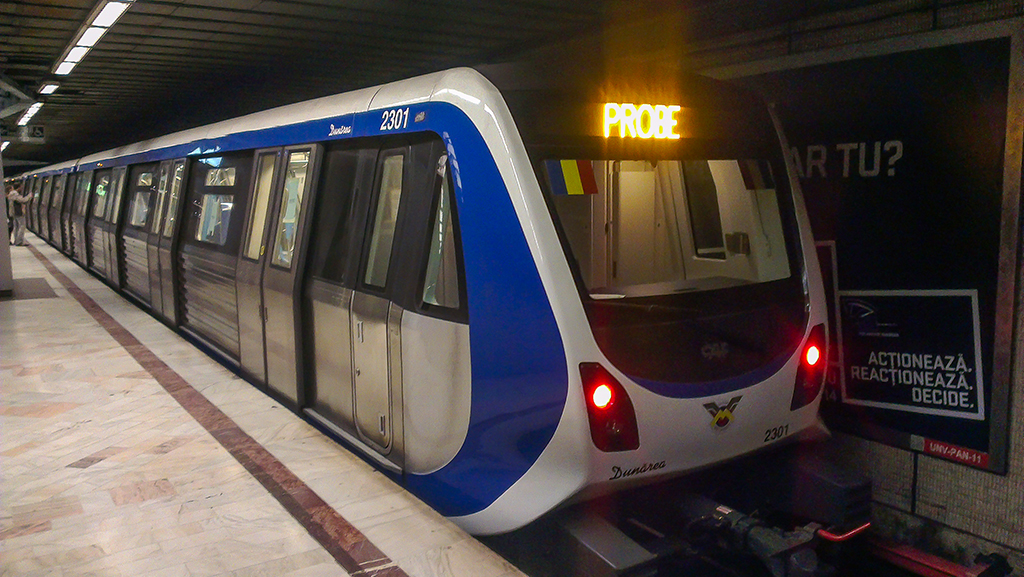